# Municipio de Brighton (condado de Cass)
El municipio de Brighton (en inglés: Brighton Township) es un municipio ubicado en el condado de Cass en el estado estadounidense de Iowa. En el año 2010 tenía una población de 327 habitantes y una densidad poblacional de 3,55 personas por km².

## Geografía
El municipio de Brighton se encuentra ubicado en las coordenadas 41°27′42″N 95°5′53″O / 41.46167, -95.09806. Según la Oficina del Censo de los Estados Unidos, el municipio tiene una superficie total de 92.07 km², de la cual 92,07 km² corresponden a tierra firme y (0 %) 0 km² es agua.

## Demografía
Según el censo de 2010, había 327 personas residiendo en el municipio de Brighton. La densidad de población era de 3,55 hab./km². De los 327 habitantes, el municipio de Brighton estaba compuesto por el 98,17 % blancos, el 0,31 % eran asiáticos y el 1,53 % eran de una mezcla de razas. Del total de la población el 0 % eran hispanos o latinos de cualquier raza.